# Ryan Newman (aktorka)
Ryan Whitney Newman (ur. 24 kwietnia 1998 w Manhattan Beach) – amerykańska aktorka, piosenkarka i modelka. Znana głównie z roli Ginger Falcone w serialu Zeke i Luther.

## Życiorys
Urodziła się 24 kwietnia 1998 w Manhattan Beach w Kalifornii. Ma starszą siostrę Jessicę.
Karierę aktorską rozpoczęła w wieku trzech lat, a jako siedmiolatka zadebiutowała w animowanym filmie Straszny dom, którego producentami wykonawczymi byli Steven Spielberg i Robert Zemeckis. Zagrała obok aktorów takich jak Steve Buscemi, Nick Cannon, Mitchel Musso i Maggie Gyllenhaal. Wystąpiła także u boku Tima Allena, Courteney Cox i Chevy’ego Chase’a w roli Cindy Collins, małej superbohaterki, która usiłuje ocalić świat przed zniszczeniem w przygodowym filmie familijnym zatytułowanym Zoom: Akademia superbohaterów.
W serialu komediowym emitowanym na kanale Disney XD – Zeke i Luther wcieliła się w Ginger, bystrą młodszą siostrę Zeke’a. Ginger zajęta jest próbami stworzenia pomysłowego biznesu oraz wygrywaniem z bratem oraz jego znajomymi. Ryan wystąpiła gościnnie także w innymi serialu Disneya – Hannah Montana, w którym zagrała rolę młodej Miley Stewart.

## Filmografia
| Role główne    | Role główne                   | Role główne            | Role główne                                                                 |
| Rok            | Tytuł                         | Rola                   | Notatki                                                                     |
| -------------- | ----------------------------- | ---------------------- | --------------------------------------------------------------------------- |
| 2009           | Zeke i Luther                 | Ginger                 | 1-2 sezon rola główna, 3 sezon rola drugoplanowa                            |
| 2008           | Ciało bardzo niepedagogiczne  | Carlotta               |                                                                             |
| 2006           | Zoom: Akademia superbohaterów | Cindy Collins/Princess |                                                                             |
| 2016           | The Thinning                  | Sarah Foster           |                                                                             |
| Role gościnne  |                               |                        |                                                                             |
| Rok            | Tytuł                         | Rola                   | Notatki                                                                     |
| 2007           | Hannah Montana                | Młoda Miley Stewart    | „To nie jest głos Hannah” (odcinek 32, sezon 2) „Co Za Zapach” (odcinek 24) |
| 2010           | Powodzenia, Charlie!          | Kit                    |                                                                             |
| Głos i dubbing |                               |                        |                                                                             |
| Rok            | Tytuł                         | Rola                   | Notatki                                                                     |
| 2006           | Straszny dom                  | Eliza                  | Głos                                                                        |